# Johann Hüttner
Johann Hüttner (* 6. April 1939 in Wien) ist Theaterwissenschaftler, Germanist und einer der Gesamtherausgeber und Bandbearbeiter der historisch-kritischen Nestroy-Ausgabe.

## Leben
Nach dem Studium der Theaterwissenschaft und Germanistik war Johann Hüttner seit 1991 ordentlicher Professor an der Universität Wien, am Institut für Theaterwissenschaft, dessen Institutsvorstand er zwischen 2000 und 2004 war. Nach seiner Pensionierung im Herbst 2004 unterrichtete er noch bis 2006 an der Universität für Musik und darstellende Kunst am Max-Reinhardt-Seminar.
Hüttner hat vor allem zu den Themen Sozialgeschichte des Theaters, Volkstheater, Verbindung zwischen Film und Theater publiziert. Seine besonderen Forschungsschwerpunkte sind österreichische Theatergeschichte des 19. Jahrhunderts. Daneben ist er einer der Gesamtherausgeber und Bandbearbeiter der historisch-kritischen Nestroy-Ausgabe sowie Bandbearbeiter der neuen historisch-kritischen Raimund-Ausgabe.
Hüttner ist Präsident der Grillparzer-Gesellschaft.

## Ehrungen und Auszeichnungen
- 2002: Österreichisches Ehrenkreuz für Wissenschaft und Kunst I. Klasse